# Willem Francis Guljé
Willem Francis Guljé (Helmond, 11 maart 1777 – Oirschot, 2 februari 1856) was een huisarts uit Oirschot. Hij kocht het landgoed te Asten van de laatste Dordtse heer, Cornelis Dupper, en de kinderen van Leendert Dupper. Zodoende werd hij eigenaar van Kasteel Asten van 1836 tot zijn overlijden.
Guljé behoorde tot een welgestelde katholieke familie. Naast het kasteel waren er ook twee boerderijen, een windmolen en een perceel grasland. Het landgoed mat in totaal 68 ha. Hij kreeg jacht- en visrecht, en ook het tiendrecht. Voorts was hij gerechtigd om te Vlierden een watermolen te bouwen.
Hij was kantonrechter in Oirschot, en bleef daar wonen. Het kasteel werd slechts als zomer- en jachtverblijf gebruikt. Hij zou de eerste van een nieuwe dynastie van kasteelheren worden.
Guljé was getrouwd met Jacoba Antonia van Baar, en het echtpaar kreeg vijf kinderen onder wie Maria Judith Guljé en Joannes Amandus Guljé. Joannes Amandus zou zijn vader opvolgen als kasteelheer van Asten.